# Île-de-France villamosvonal-hálózata

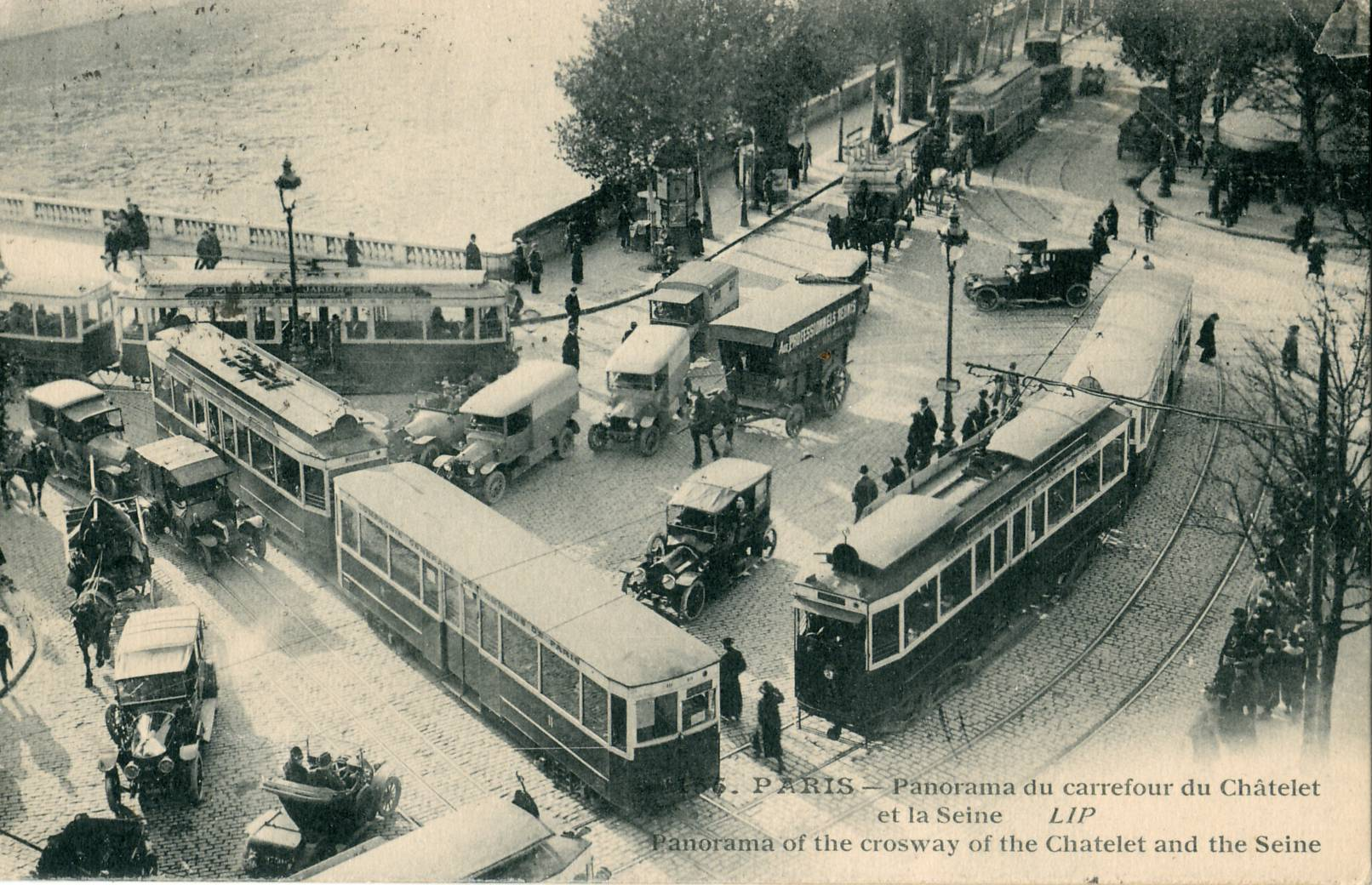
Párizs korábbi villamosai a Szajna parton

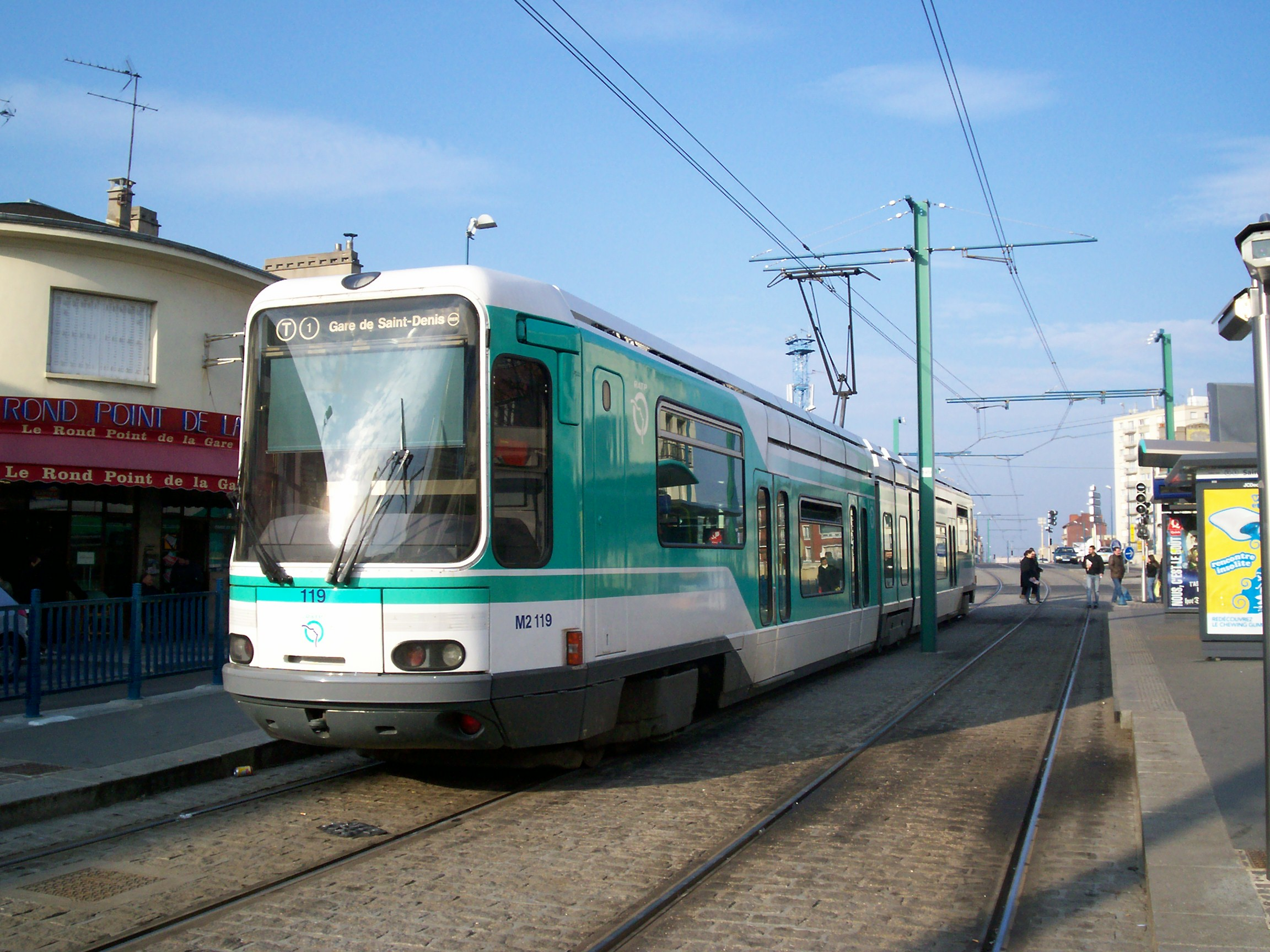
Modern villamos a T1 vonalon Noisy-le-Secben

Île-de-France villamoshálózata (franciaul: Tramways d'Île-de-France) a franciaországi Île-de-France régióban található, a főváros, Párizs közelében. Jelenleg tizenhárom vonal üzemel (a T3a és T3b vonalakat különálló vonalaknak tekintve), a meghosszabbítások és további vonalak építési és tervezési szakaszban vannak. Bár a rendszer főként Párizs elővárosi régióiban közlekedik, a T3a és T3b vonalak teljes egészében Párizs város határain belül futnak, míg a T2 és T9 vonalak Párizs határain belül kezdik útvonalukat. Bár a vonalak egymástól függetlenül működnek és általában nincsenek összeköttetésben, néhány összeköttetés mégis létezik: a T2 és a T3a (2009 óta a Porte de Versailles állomáson), a T3a és a T3b (2012 óta a Porte de Vincennes állomáson), a T1 és a T5 (2013 óta a Marché de Saint-Denis állomáson), a T1 és a T8 (2014 óta a Saint-Denis vasútállomáson), a T8 és a T11 Express (két állomáson: Villetaneuse-Université és Épinay-sur-Seine, 2017 óta), T3a és T9 (a Porte de Choisy állomáson, 2021 óta) és T6 és T10 (a Hôpital Béclère állomáson, 2023 óta). A teljes tervezett villamoshálózat végleges kialakítása azonban meglehetősen integrált. (A "T" előtag a villamosvonalak számozásában a párizsi Métro-vonalak számozásával való összetévesztés elkerülése végett).
A legtöbb vonalat (a T4, T9, T11 Express és T13 Express vonalak kivételével) a Régie Autonome des Transports Parisiens (RATP) üzemelteti, amely a párizsi metrót és a legtöbb buszjáratot is üzemelteti Párizs közvetlen környezetében. Továbbá, míg a legtöbb vonalon hagyományos acélkerekes gördülőállományt használnak, két vonalon (T5 és T6) gumikerekes villamosok közlekednek. A T4, T11 Express és T13 Express vonalak villamosvonatok, amelyek a fővonali vasúttal közös pályán közlekednek, és amelyeket a francia nemzeti vasúttársaság, az SNCF üzemeltet a Transilien regionális vasúthálózat részeként (kivéve a T11 Express vonalat, amelyet az SNCF leányvállalata, a Transkeo üzemeltet).

## Története
Párizsban 1855-től közlekedett villamos, ám a hálózatot 1938-ra felszámolták. Később Párizs alatt kiépült a metró, lefedve a város nagy részét. A külvárosokban is szükségessé vált egy környezetbarát kötöttpályás közlekedési eszköz, ám itt már nem volt gazdaságos a metróépítés, így metró helyett inkább az olcsóbb villamosvonalakat építettek ki. Az első villamosvonal 1992-ben nyílt meg, majd a hálózat évről évre tovább bővült. 2021-ben már 11 vonal üzemelt, összesen 186 állomással és megállóval. A hálózatot a jövőben tovább szeretnék bővíteni újabb vonalakkal.

## Vonalak
| Vonal     | Megnyitás   | Hossz            | Állomások száma | Üzemeltető |
| --------- | ----------- | ---------------- | --------------- | ---------- |
| T1        | 1992        | 17 km[forrás?]   | 36              | RATP       |
| T2        | 1997        | 17,9 km[forrás?] | 24              | RATP       |
| T3a       | 2006        | 12,2 km[forrás?] | 25              | RATP       |
| T3b       | 2012        | 9,9 km[forrás?]  | 18              | RATP       |
| T4        | 2006        | 8 km             | 11              | SNCF       |
| T5        | 2013        | 6,6 km           | 16              | RATP       |
| T6        | 2014        | 14 km            | 21              | RATP       |
| T7        | 2013        | 11,2 km          | 18              | RATP       |
| T8        | 2014        | 8,5 km           | 17              | RATP       |
| T9        | 2021.04.10. | 10,3 km          | 19              | Transkeo   |
| T10       | 2023.06.24. | 8,2 km           | 13              | RATP       |
| T11       | 2017.07.01. | 11 km            | 7               | Transkeo   |
| T12       | 2023.12.10  | 20 km            | 16              | Transkeo   |
| T13       | 2022.07.06. | 18,8 km          | 12              | Transkeo   |
| Összesen: | Összesen:   | 173,6 km         | 253             |            |

## Járművek

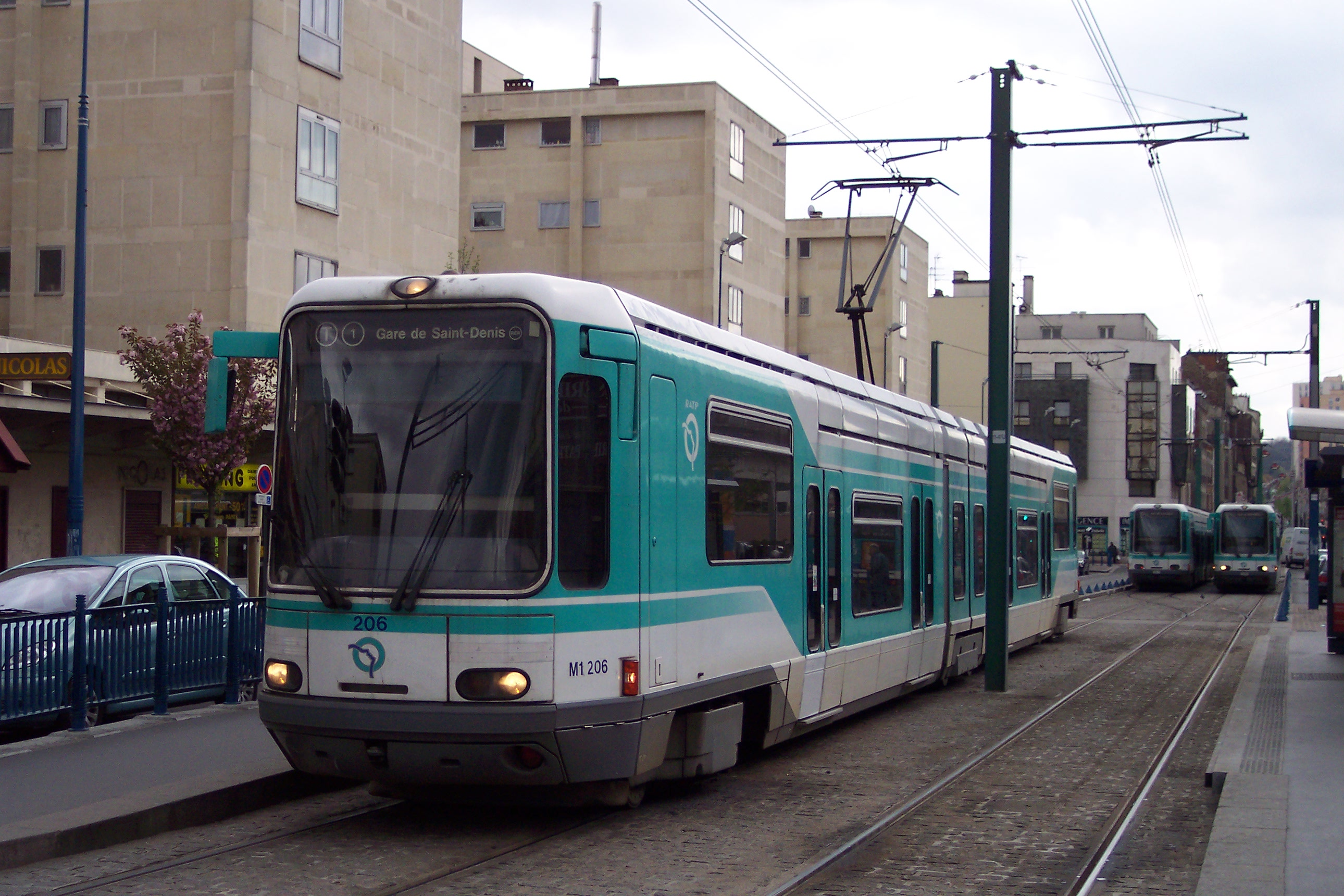
a T1, …
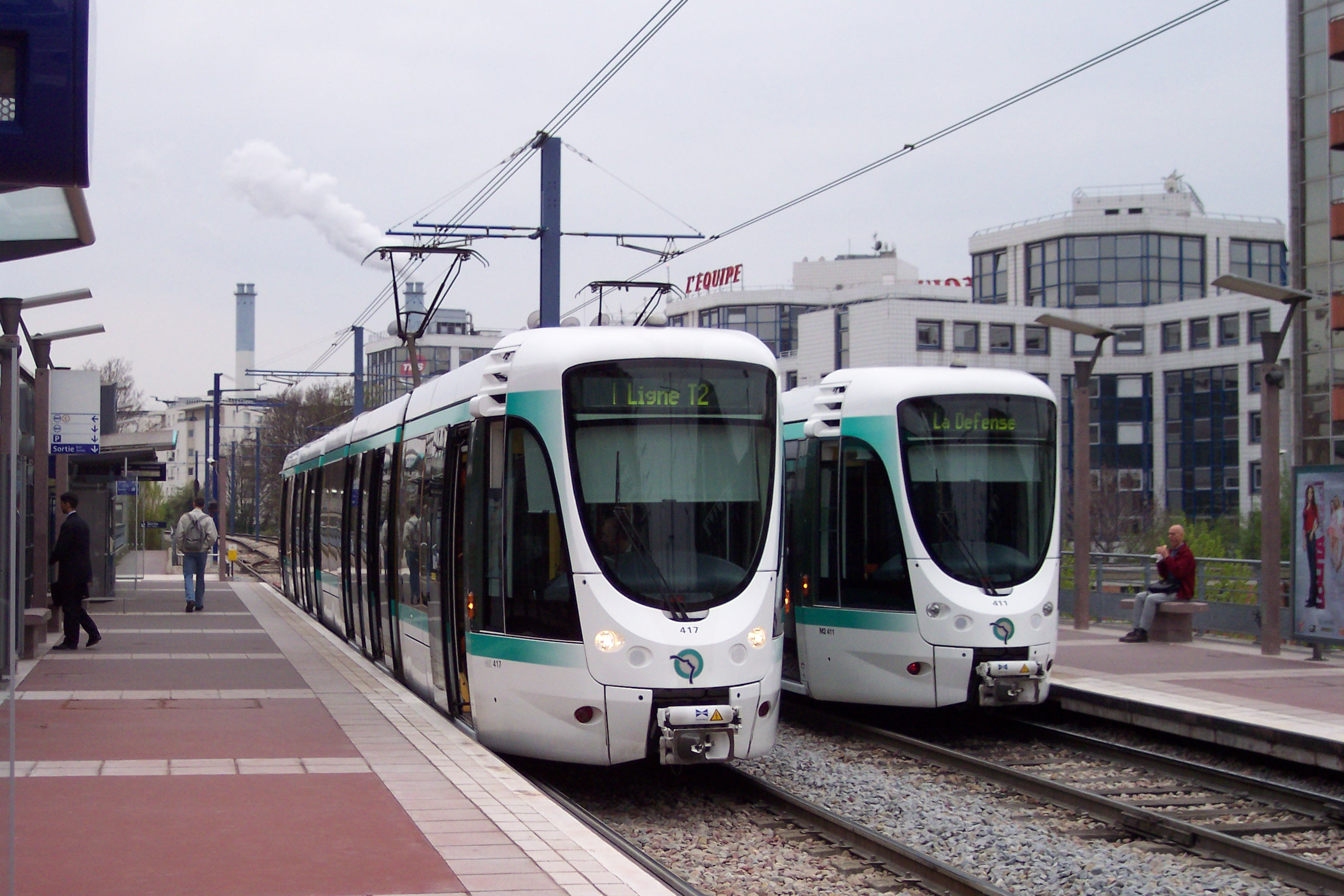
… a T2, …
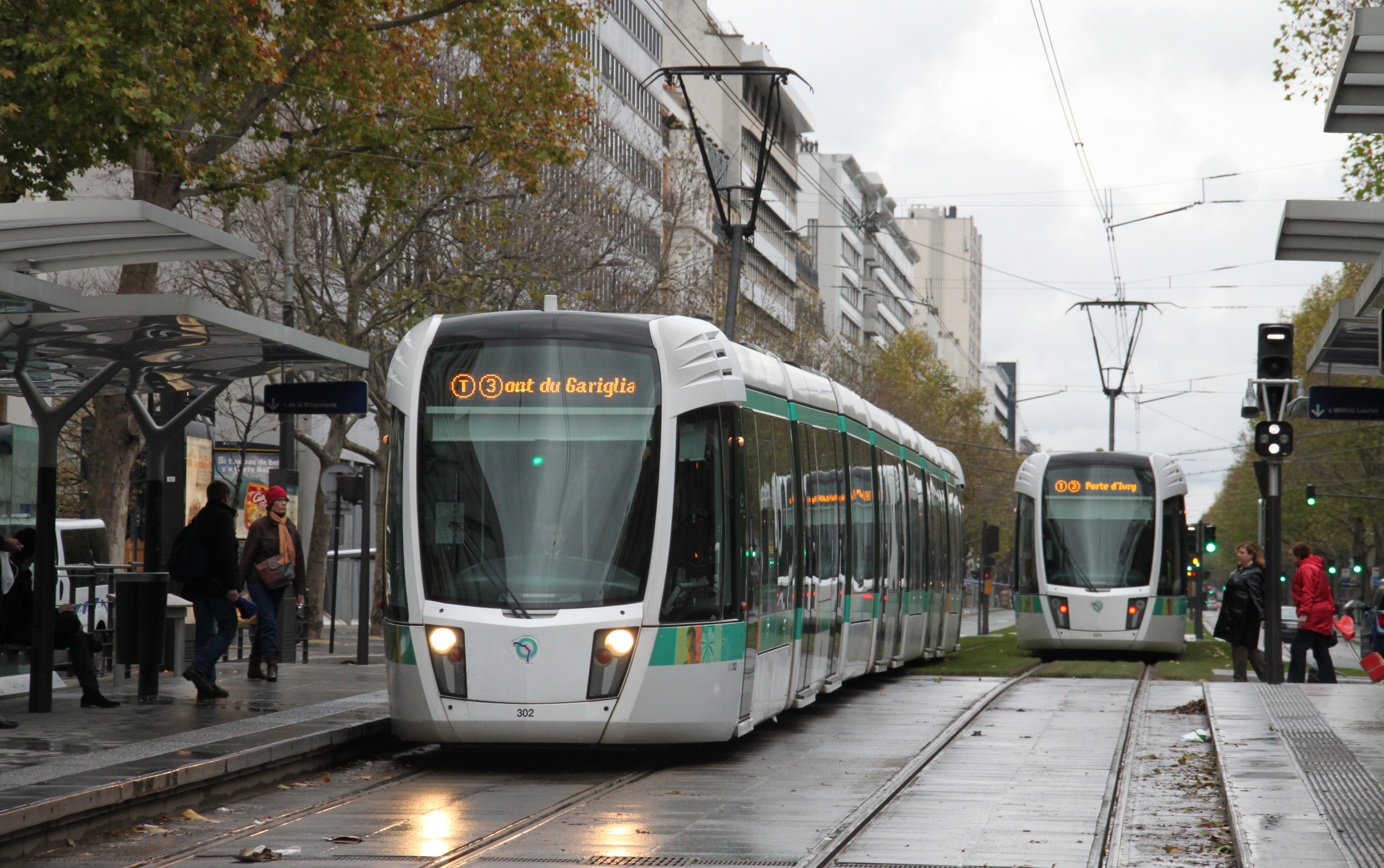
… a T3a, …
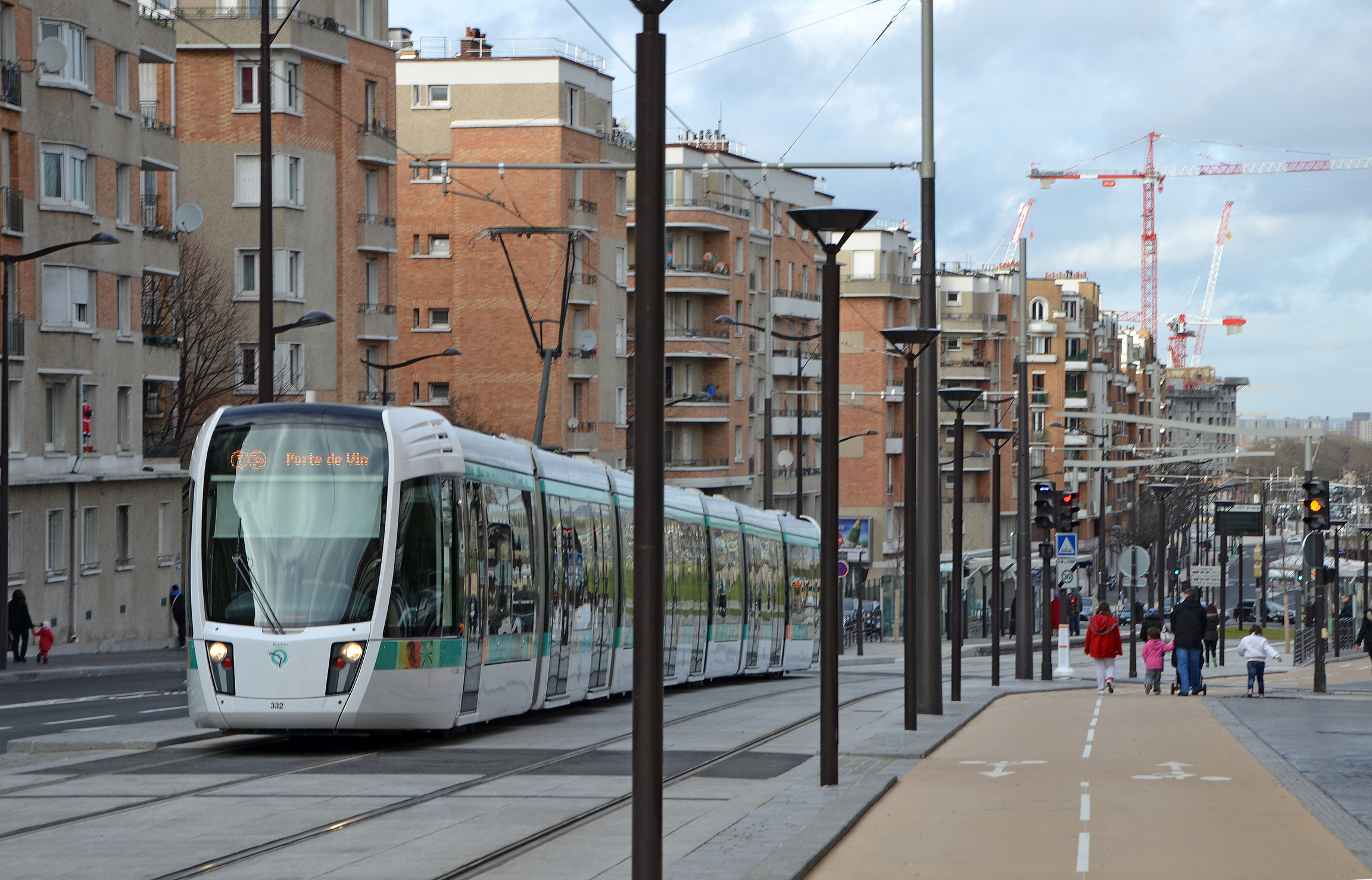
… a T3b, …
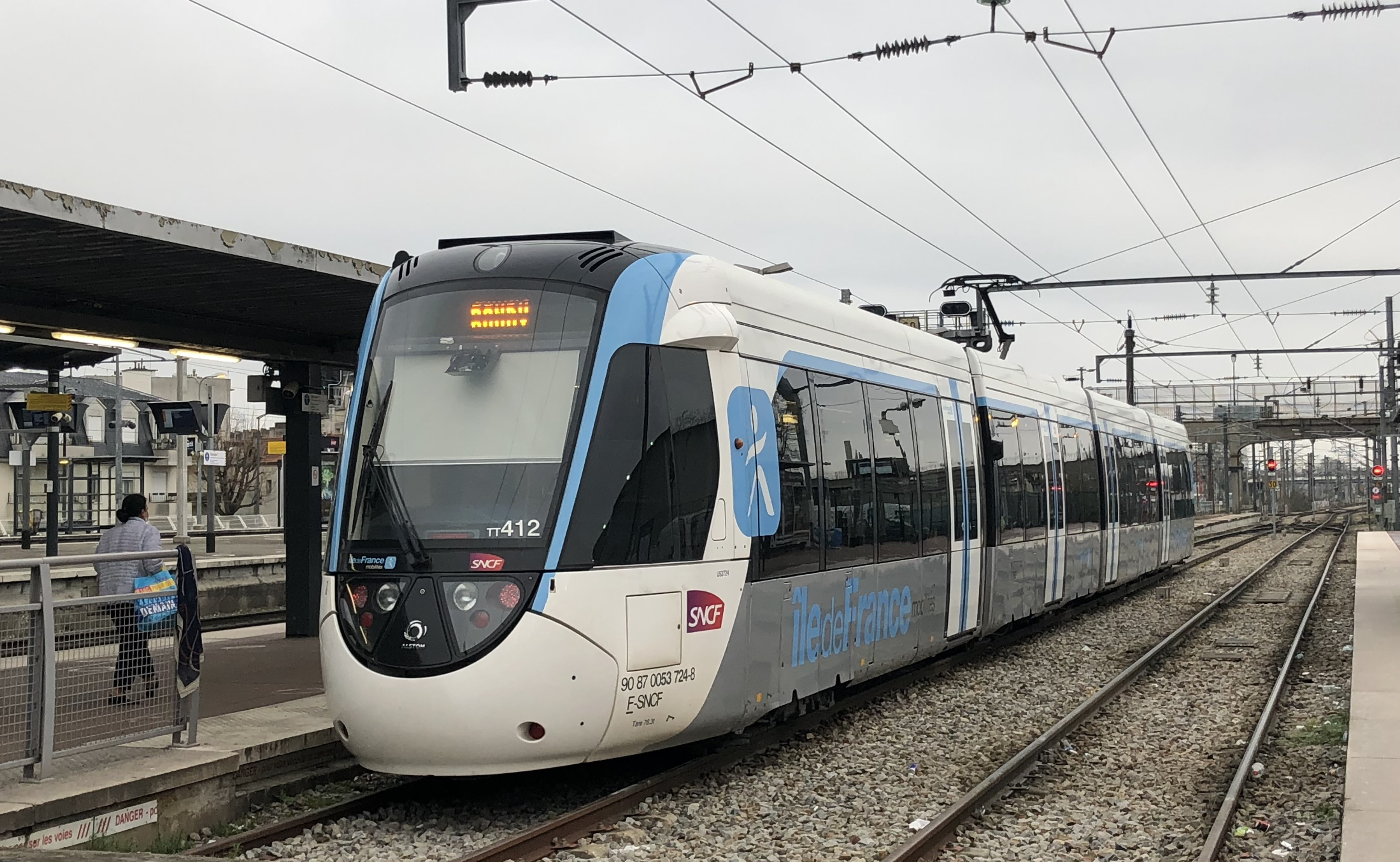
... a T4 ...
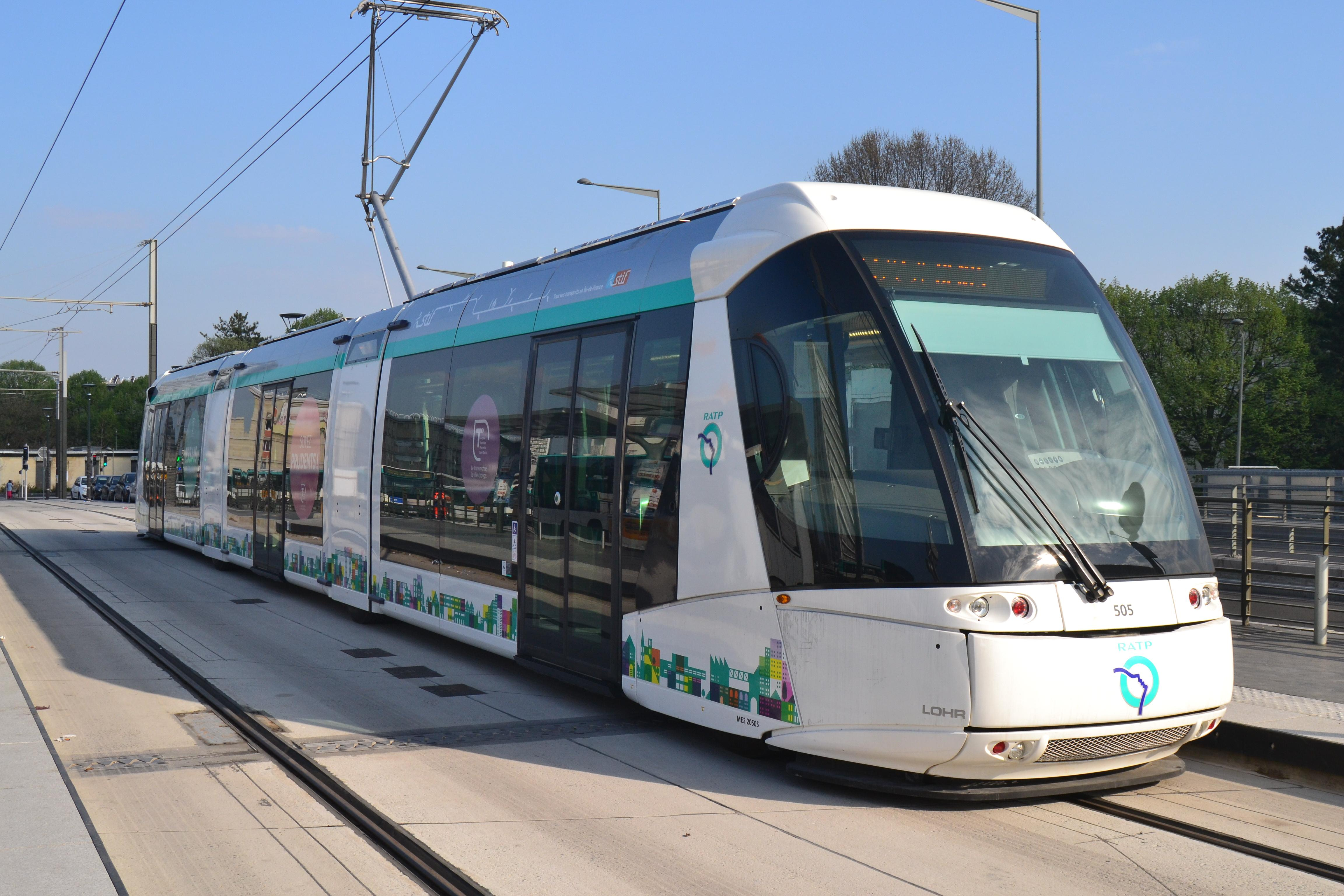
… a T5, …
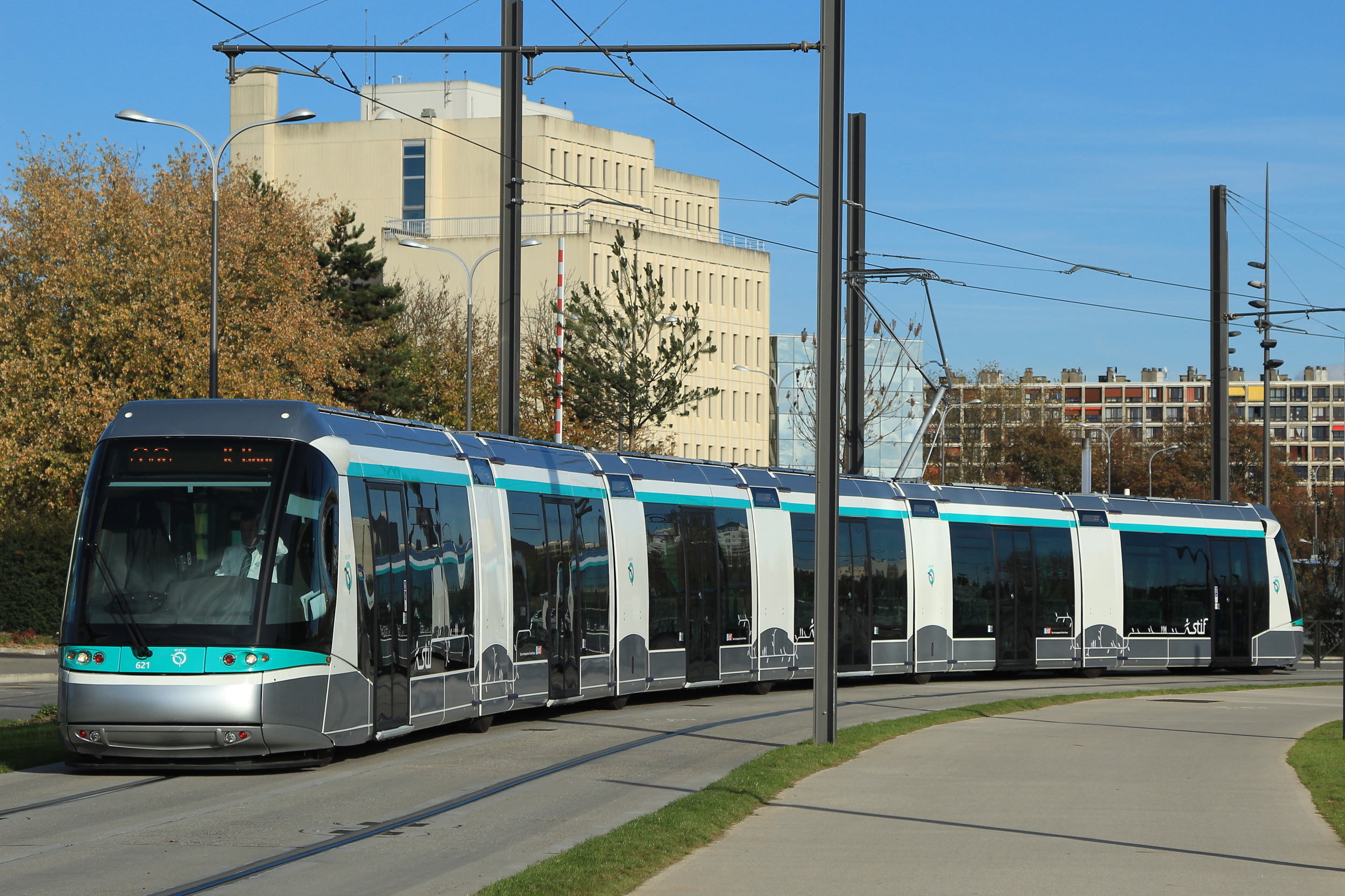
… a T6, …
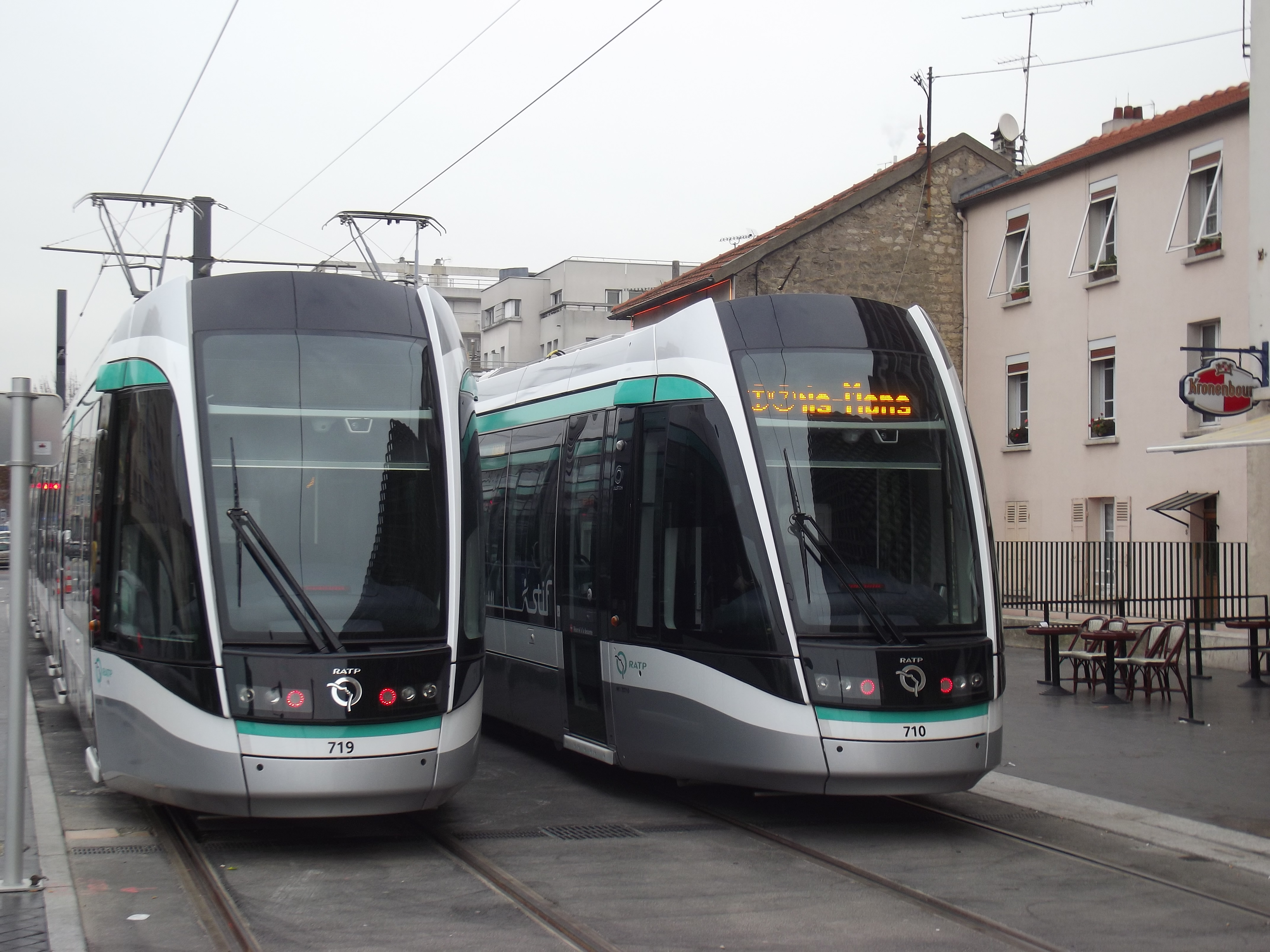
… a T7 …
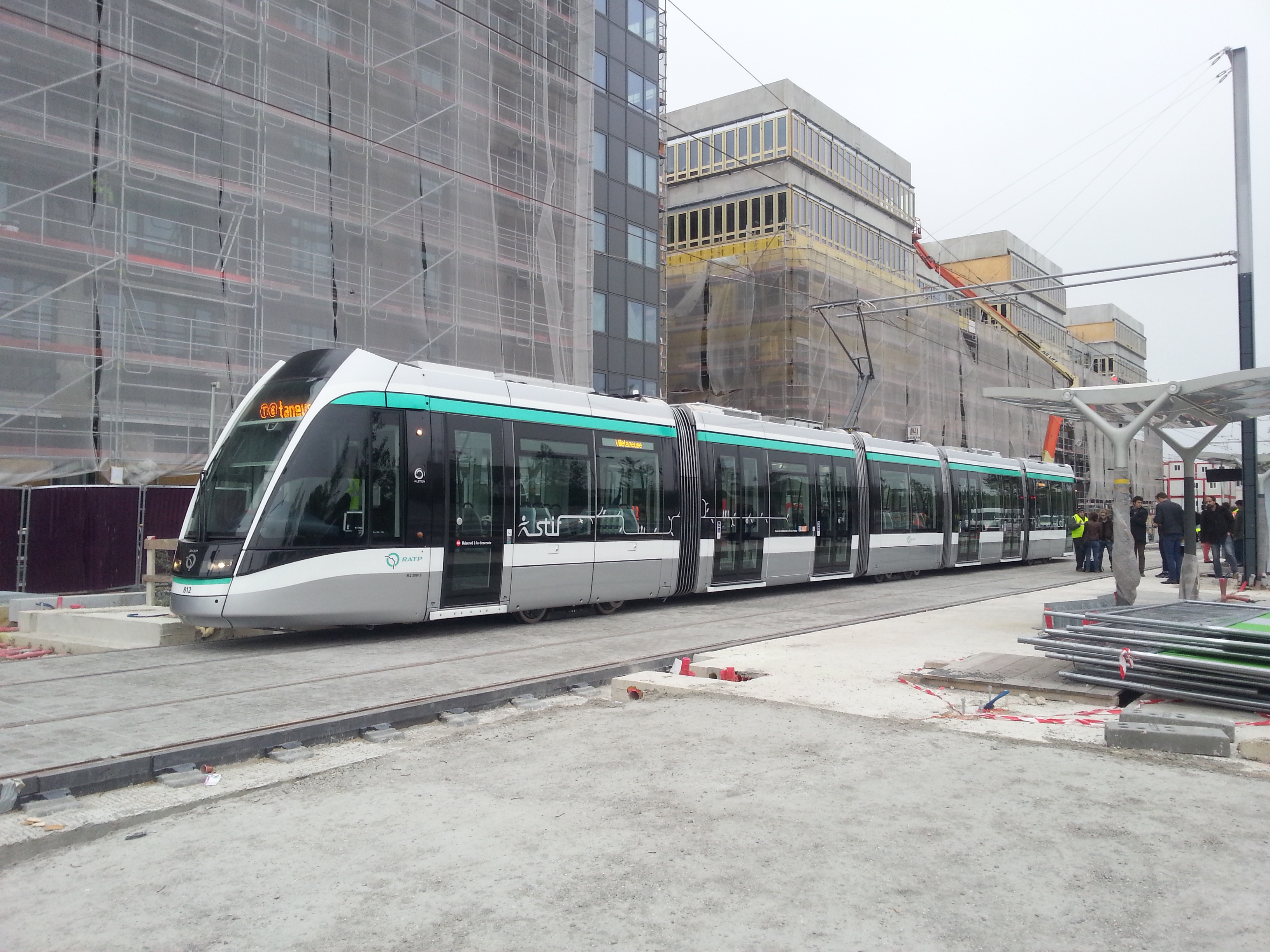
… a T8...
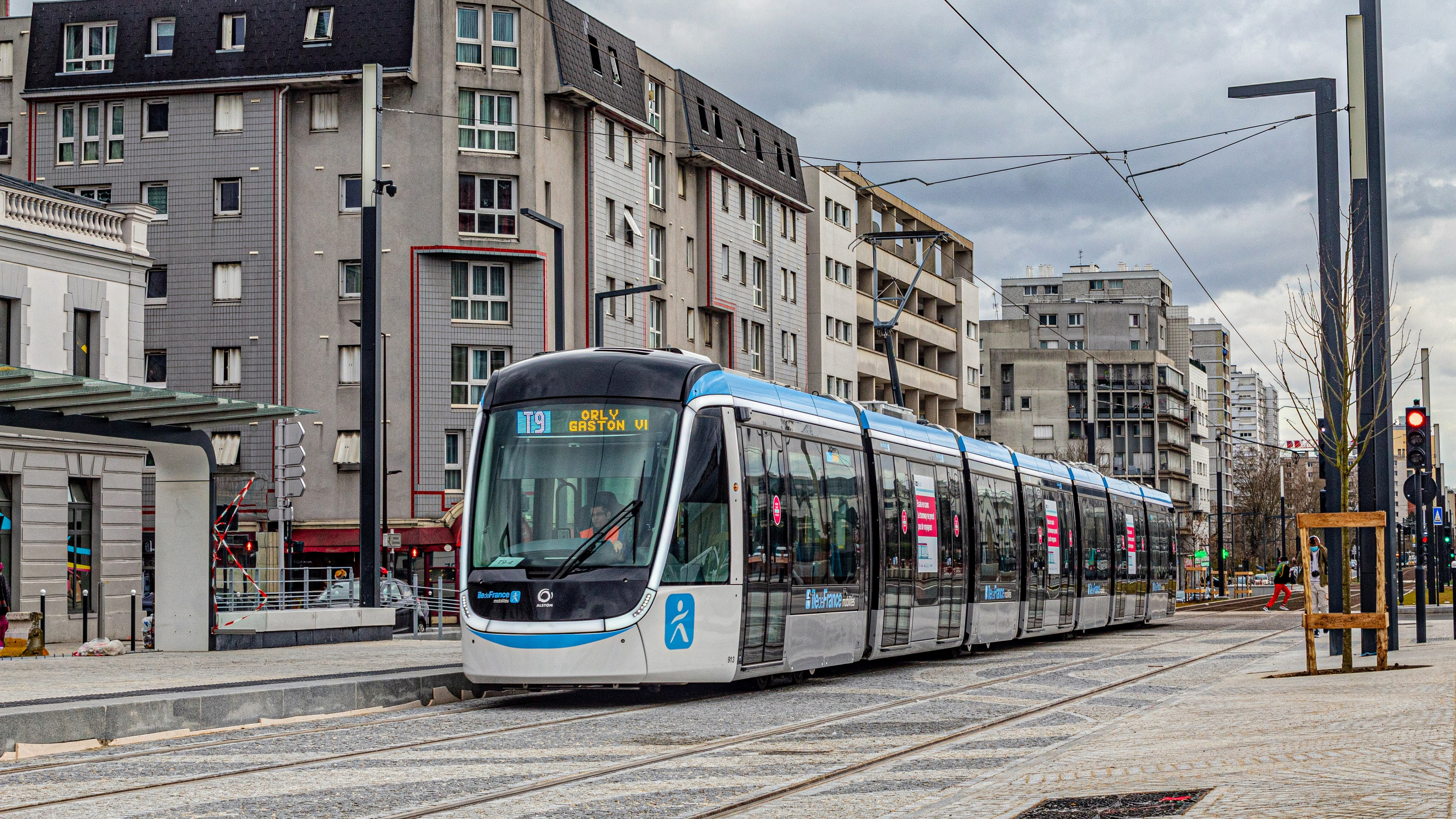
... a T9 ...
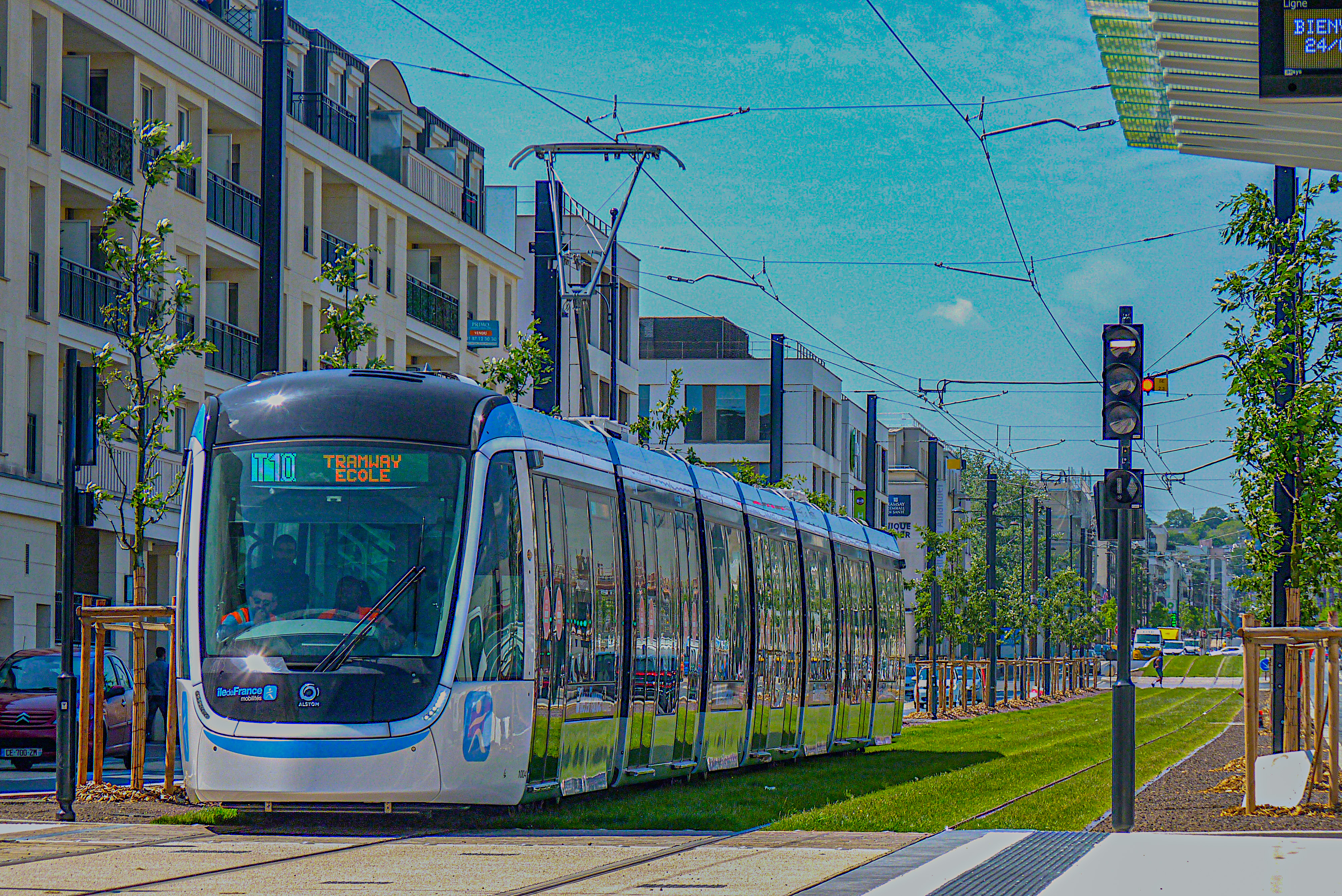
... a T10 ...
... a T11 ...
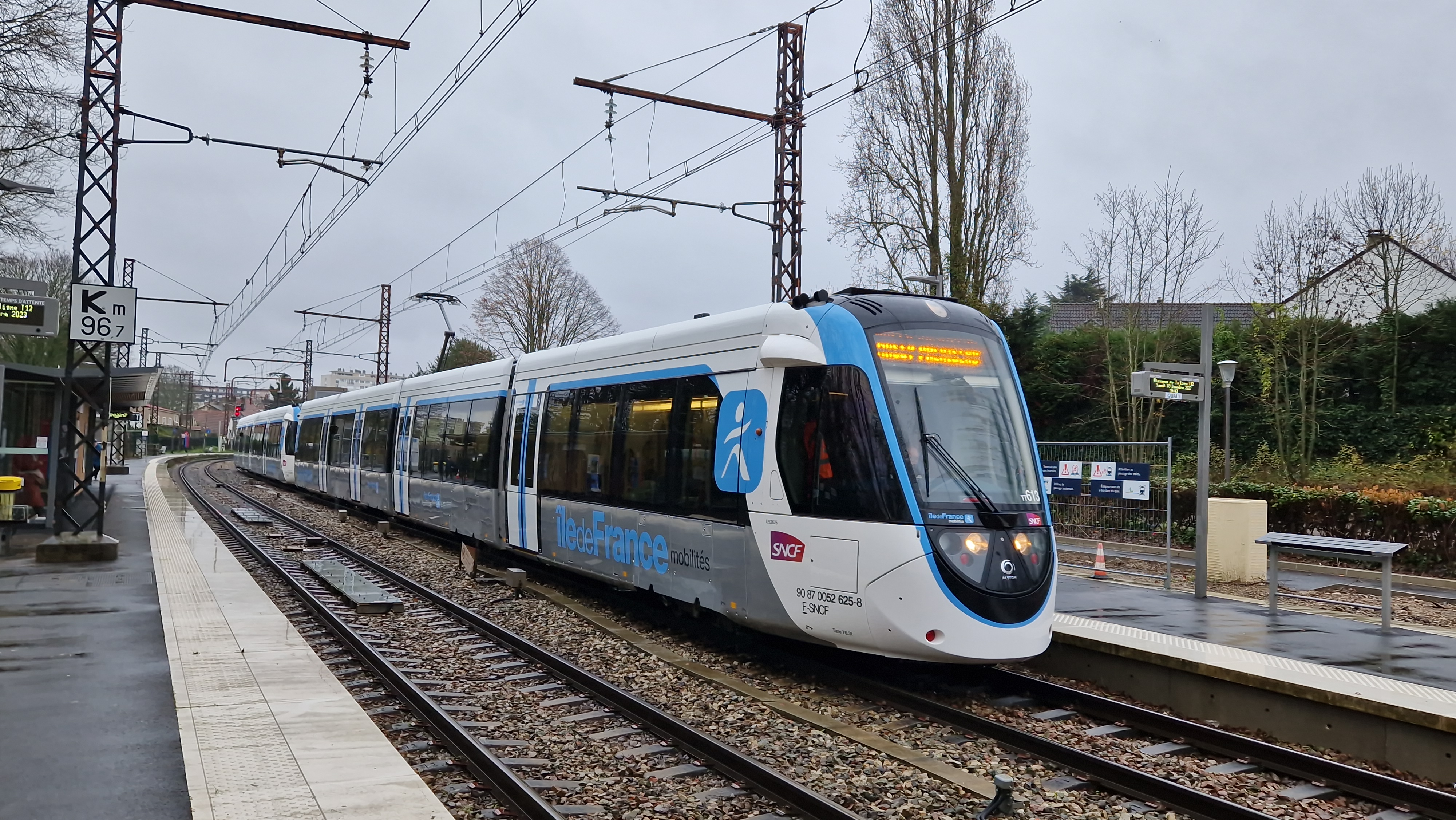
... a T12 ...
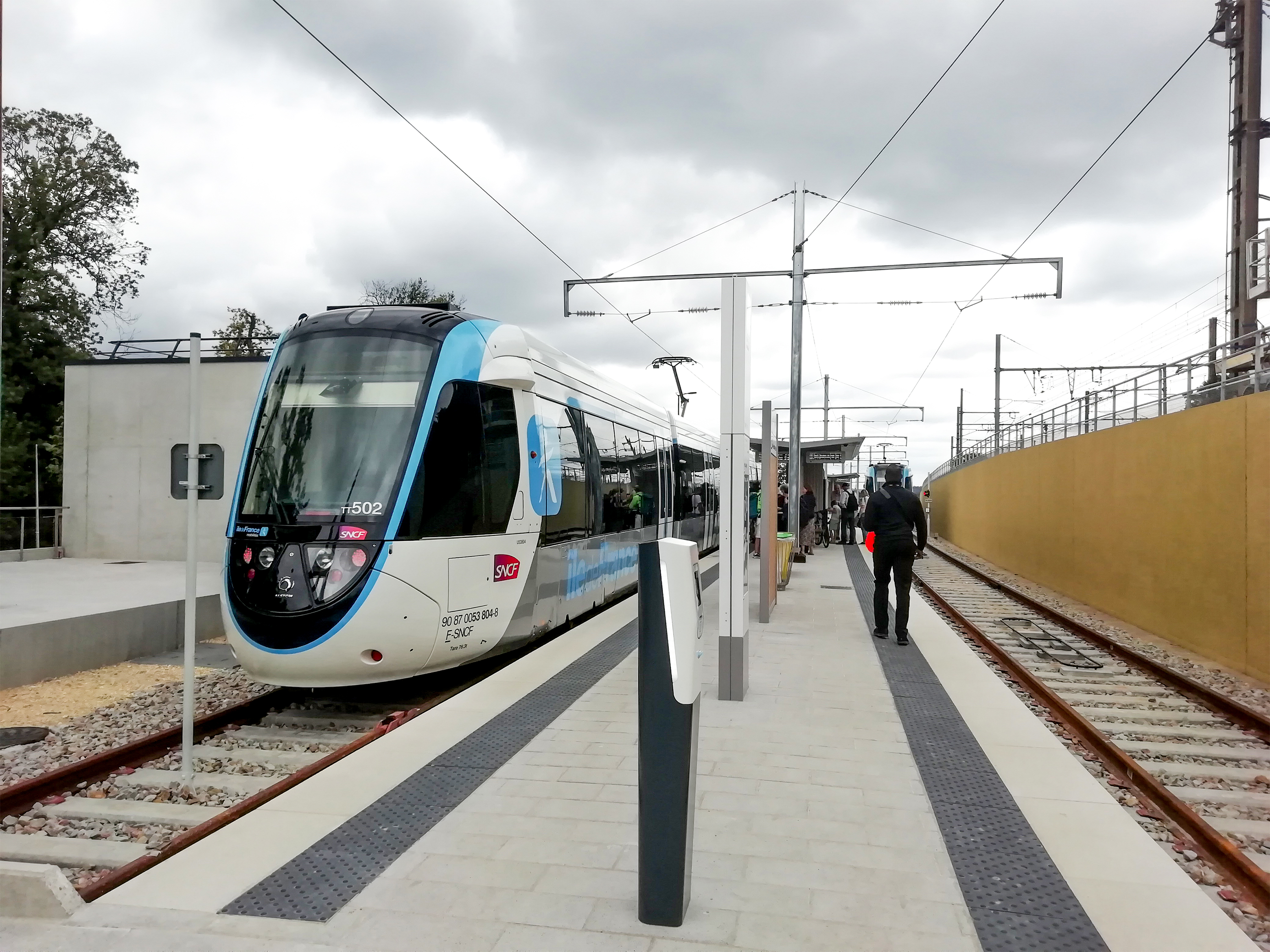
és a T13 járművei.